# Crap Sogn Parcazi
Die Ruinen der frühmittelalterlichen Kirchenburg Crap Sogn Parcazi (rätoromanisch für «Stein des heiligen Pankratius») liegen westlich der Gemeinde Trin im schweizerischen Kanton Graubünden. Bei Sogn Parcazi handelt sich aller Wahrscheinlichkeit nach um die eigentliche Burg Hohentrins, die man früher im Westturm Canaschals vermutet hatte.

## Lage
Die Reste der einstigen Höhenburg liegen bei 1050 m ü. M. auf einem senkrecht aufragenden Felsblock beim Engpass Porclas westlich des Dorfes oberhalb der alten Strasse zwischen Trin und Flims. Über einen steilen Pfad ist die Anlage von der Strasse aus (Haltestelle des Postautos) in einer Viertelstunde erreichbar. Der letzte Aufstieg ist in den Fels gehauen und durch Seile gesichert.

## Geschichte
Wer die Anlage bei Crap Sogn Parcazi gründete, ist schriftlich nirgends festgehalten. Denkbar ist, dass sie um 750 von Pippin, dem Vater Karls des Grossen, erbaut worden ist, dem bereits die Gründung der nahe gelegenen Burg Canaschal zugeschrieben wird. Diese war wohl ein Vorwerk von Crap Sogn Parcazi. Die ältesten Wohngebäude werden ins 11., die jüngsten ins 15. Jahrhundert datiert. 
Die Herrschaft Hohentrins gehörte seit dem 9. Jahrhundert dem Kloster Reichenau später verschiedenen Besitzern, so den Herren von Frauenberg und den Herren von Sagogn-Wildenberg. Letztere kommen als Gründer der Anlage auf Crap Sogn Parcazi infrage. Ab 1324 sind die Grafen von Werdenberg-Heiligenberg als Besitzer nachgewiesen. Als diese 1428 ausstarben ging Hohentrins an die Herren von Hewen, die in Hohentrins Otto Capol als Vogt einsetzten. Er nahm wohl Wohnsitz auf Crap Sogn Parcazi. Während seiner Amtszeit brannte die Burg bzw. sein Wohnsitz in der Nacht vom 2./3. Juli 1470 nieder. Capol verlegte daraufhin seinen Sitz ins Schloss Reichenau, worauf die Burg verfiel. 
Wann genau Sogn Parcazi endgültig verlassen wurde, ist jedoch unbekannt. Gefundene gotische Ofenkacheln mit figürlichen und ornamentalen Verzierungen zeigen, dass die Anlage im 15. Jahrhundert noch bewohnt war. Sie war lange unter Schutt begraben und wurde erst 1931 sowie 1936/37 durch den schweizerischen Burgenverein ausgegraben. Andere Kirchenburgen Graubündens sind unter anderen die Burg Jörgenberg und die Burg Hohenrätien. Die Anlage und der Zugang wurden zuletzt in den Jahren 2009 bis 2011 von der Stiftung Fundaziun Crap Sogn Barcazi umfangreich saniert.
Während des Zweiten Weltkriegs wurde im Fels des Crap Sogn Parcazi unterirdisch das Hauptwerk der Sperrstelle Trin als letzte Sperre vor dem Reduit mit dem Auftrag gebaut, ein Eindringen des Feindes ins Reduit (Festungsgebiet Gotthard) zu verhindern.

## Anlage
Die einfache Kirche bestand aus einem Langhaus mit einer im Osten angefügter Apsis. Fragmente davon beweisen, dass sie mit in Secco-Technik ausgeführten Fresken bemalt war. An die nördliche Kirchenschiffmauer schloss sich ein langer, zwei Meter breiter einst unterteilter Raum an, der als Baptisterium aus frühchristlicher Zeit interpretiert wird. Es gilt als eines der ältesten in der Schweiz und ist vermutlich älter als die Ruinen der restlichen Kirche. Die Grundmauern der frühromanischen Kirche und des Baptisteriums und der Altarblock sind heute noch erhalten. Überreste eines Bergfrieds wurden keine gefunden, hingegen stiess man in der Nähe auf einen turmartigen rechteckigen Bau, der vermutlich die Pfarrwohnung enthielt.
Das ganze Plateau war von einer Ringmauer aus Bruchsteinen umgeben, die wohl, ebenso wie die Pfarrwohnung, im 11. Jahrhundert errichtet wurde. Der Zugang lag auf der Nordseite. Weitere Bauten entstanden kurz danach, während das längliche Gebäude an der Ostseite mit unbekanntem Verwendungszweck erst im frühen 15. Jahrhundert gebaut wurde. Die immer noch erkennbare Zisterne, in der wurde filtriertes Traufwasser aufgefangen wurde, lag im nördlichen Teil des Burghofes.

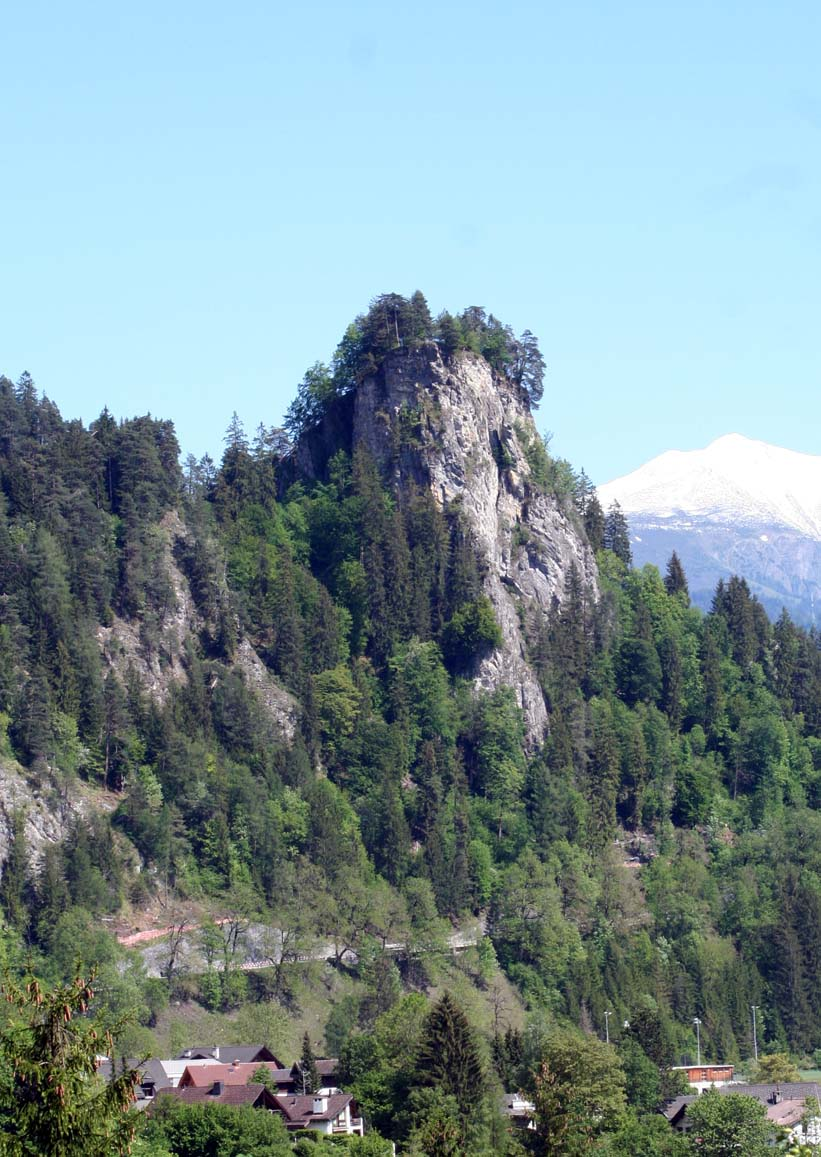
Hügel von Crap Sogn Parcazi, Richtung Osten
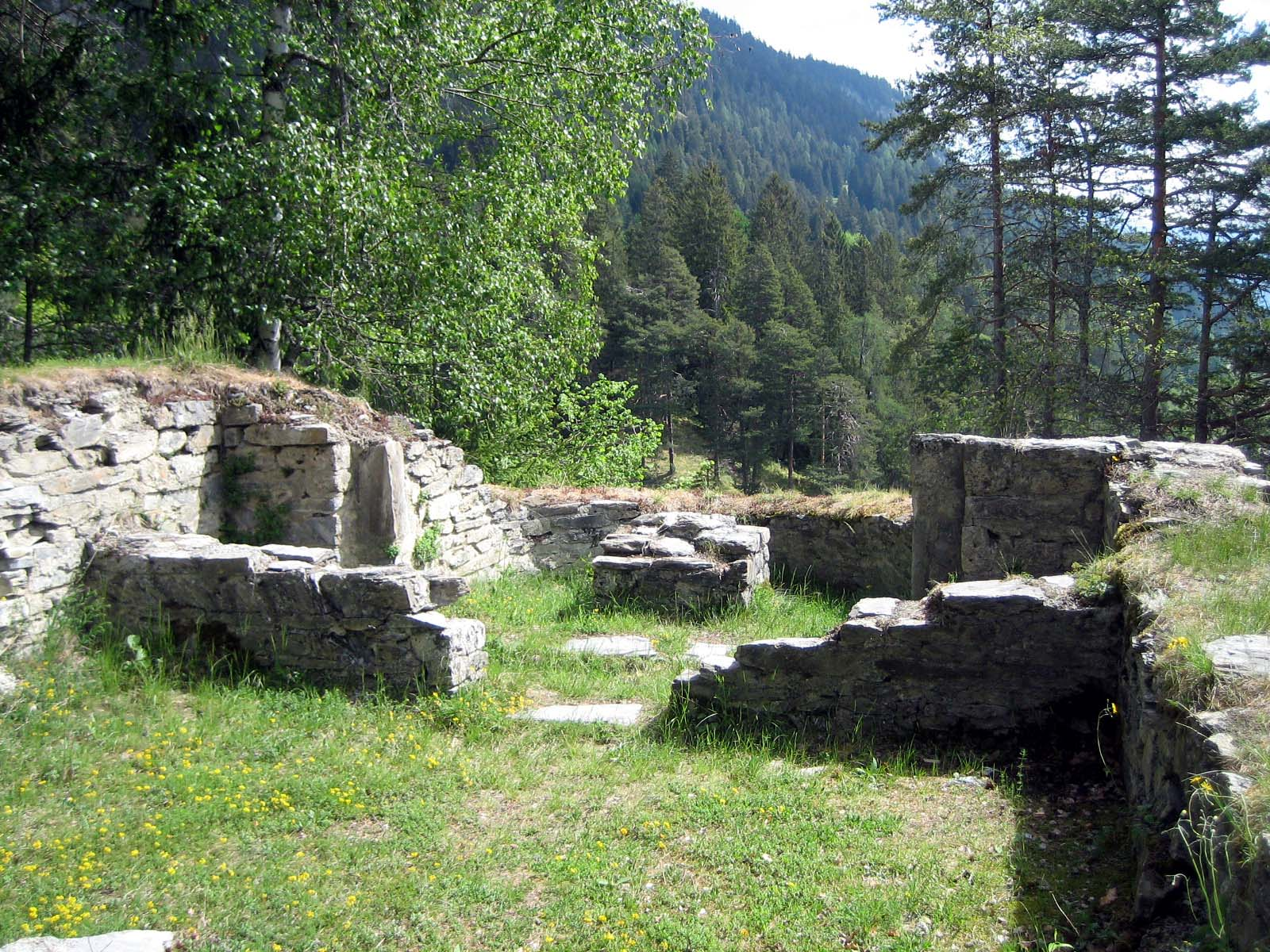
Grundrisse der Kirche
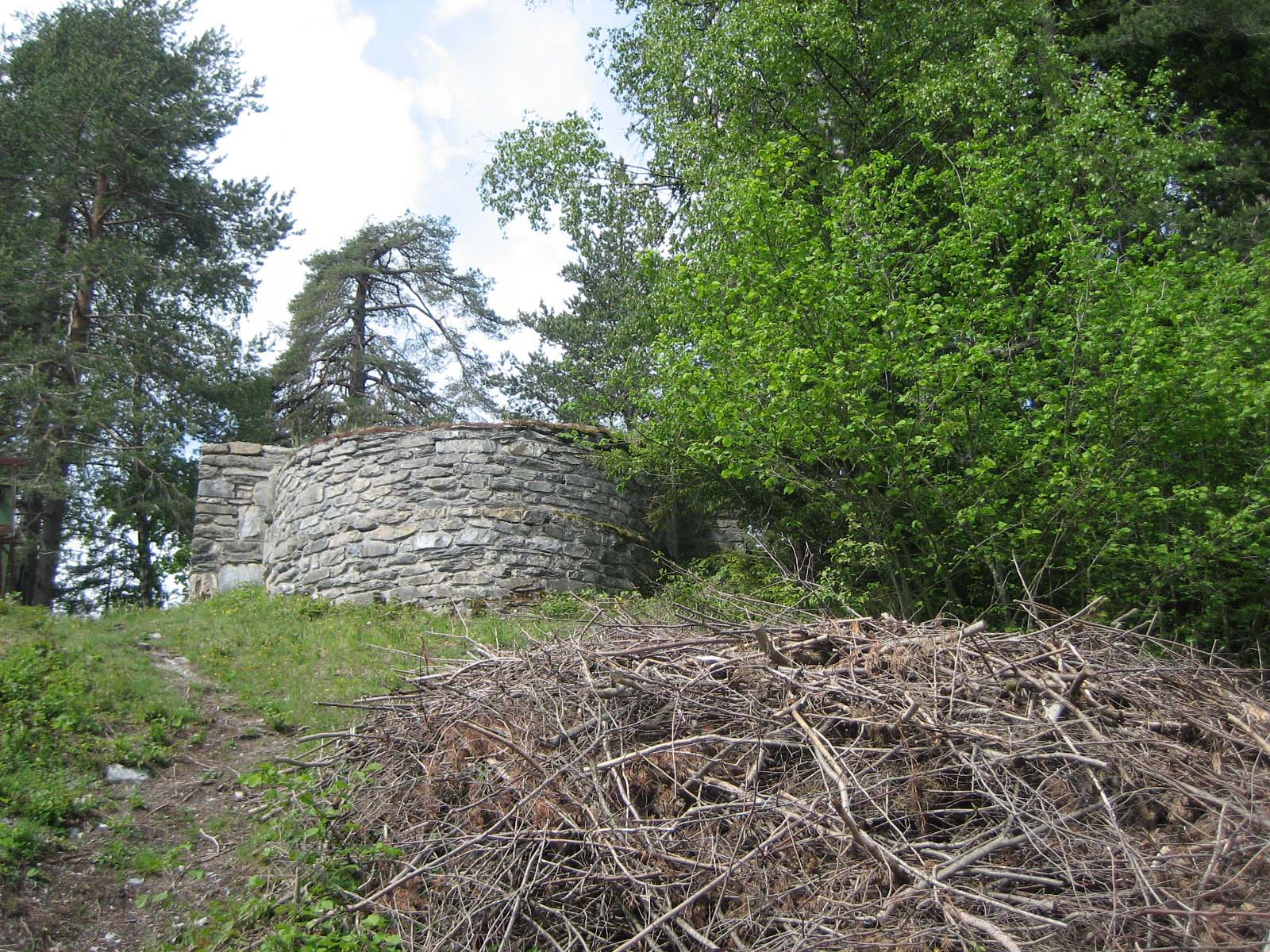
Apsis von unten gesehen
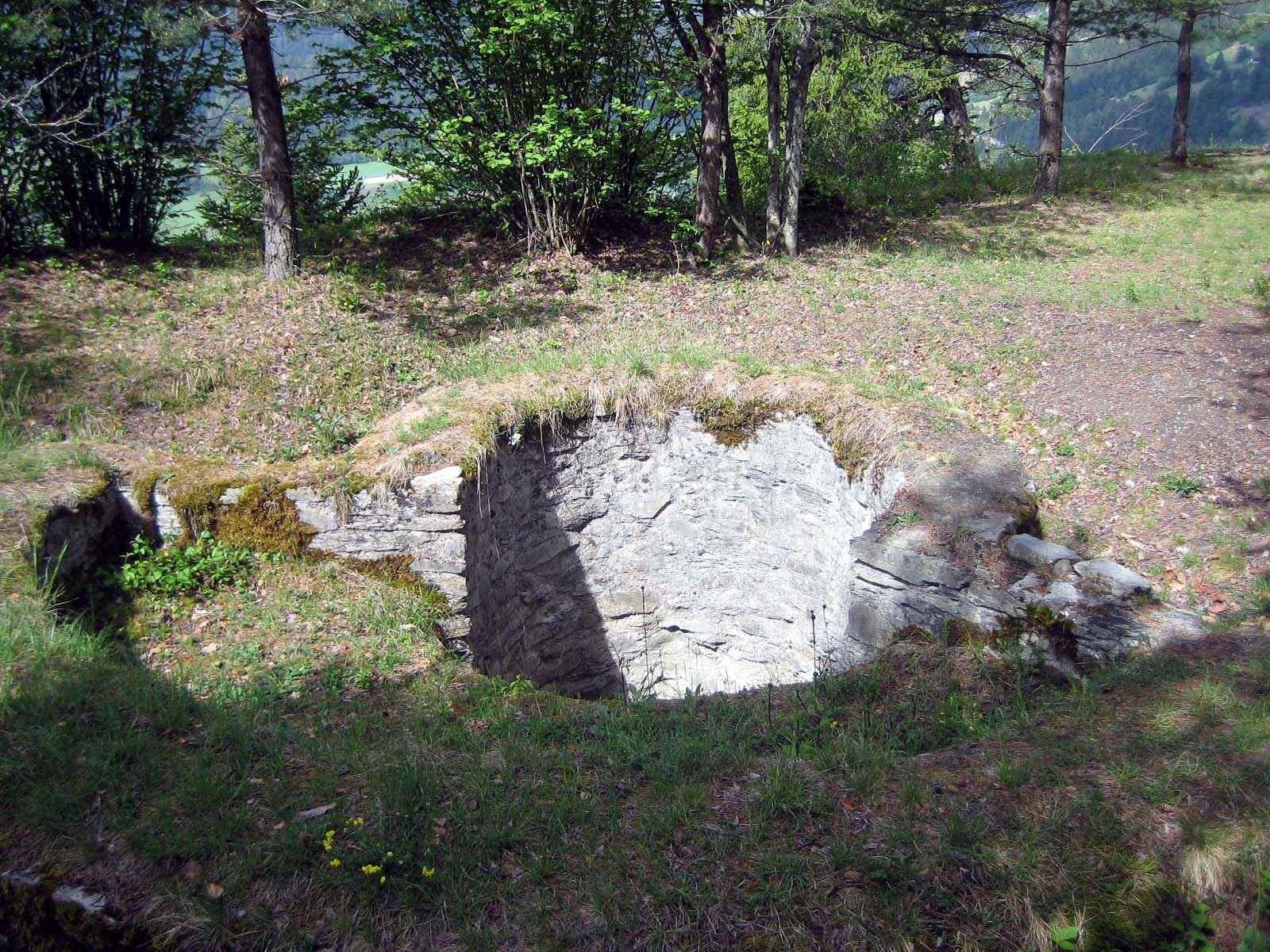
Zisterne
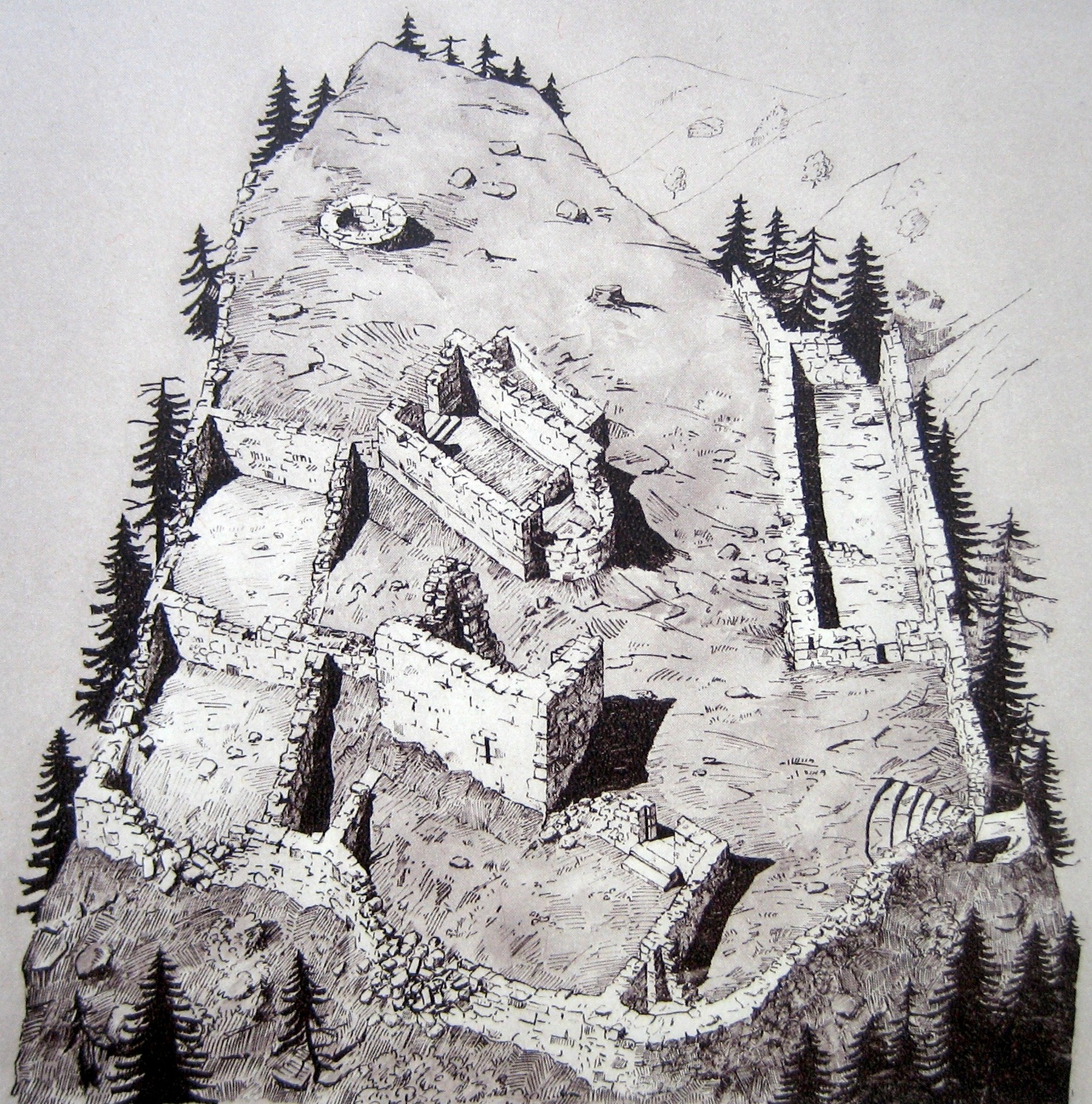
Zeichnung der Ruinenanlage
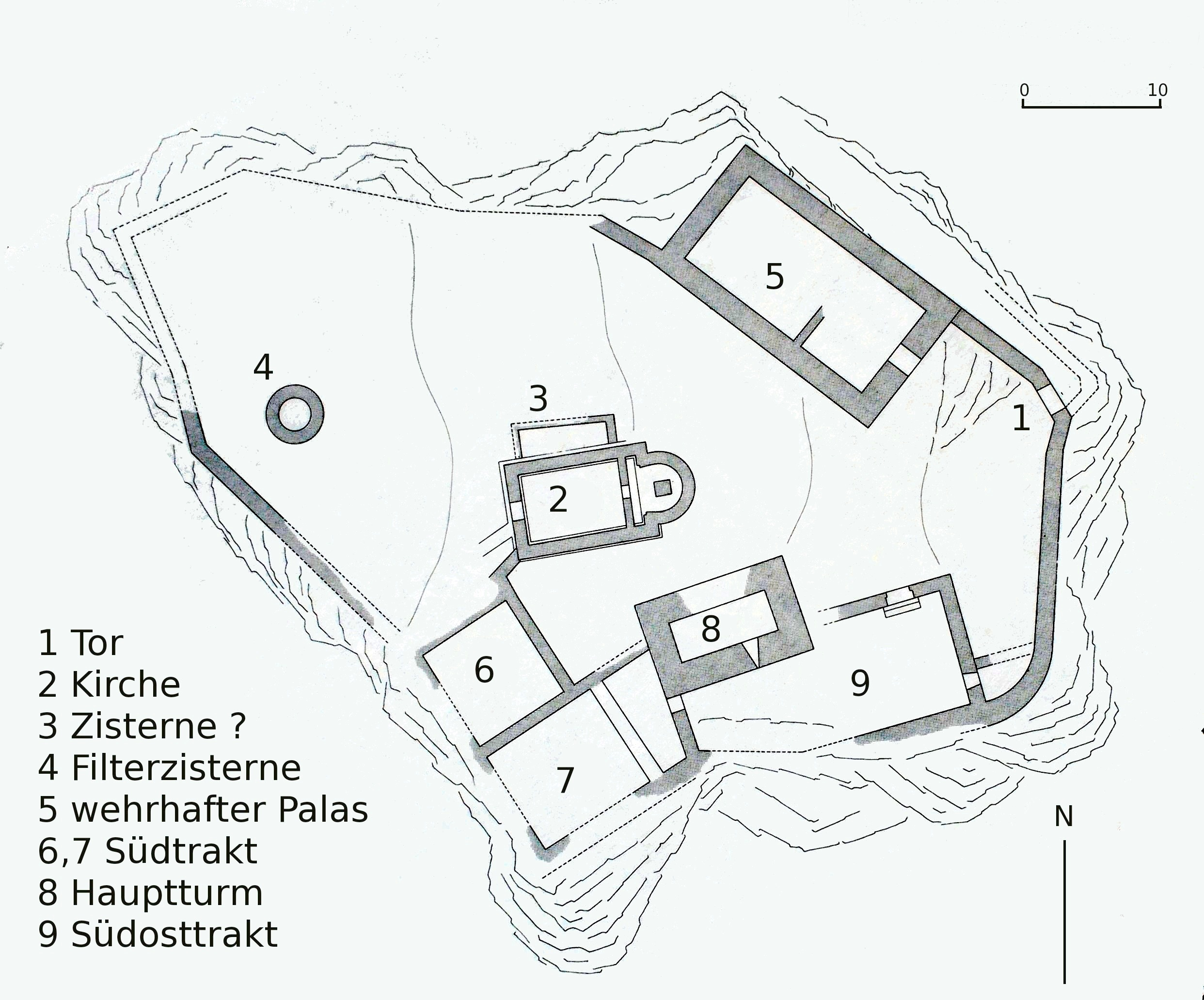
Plan der Anlage